# Alastor Moody
Alastor "Divljooki" Moody imaginaran je lik iz serije romana J. K. Rowling. On je bivši auror koji radi za Red feniksa. 
Iskusni auror koji je izgubio oko, nogu i dio nosa u borbi protiv mračnih sila, oprezan je - može se reći i paranoičan - i odbija piti i jesti bilo što što nije sam pripremio. Nazivan je "Divljooki" zbog mogućnosti da vidi kroz zidove i vrata te iza glave pomoću magičnog oka. 
U filmovima ga tumači Brendan Gleeson.
U 4. knjizi Moody je dobio mjesto učitelja Obrane od mračnih sila u Hogwartsu. No prije početka školske godine u jednu škrinju zatvorio ga je smrtonoša Barty Crouch ml. koji je koristio Višesokovni napitak da se pretvori u njega. Moddyjeva navika da uvijek nosi piće sa sobom omogućila je Crouchu da pije napitak bez sumnje.
Na posljednjem zadatku Tromagijskog turnira Crouch pokušava ubiti Harryja, no zaustavljaju ga Albus Dumbledore, Minerva McGonagall i Severus Snape. Crouch nije uzeo satnu dozu napitka i otkrio pravi identitet, a pod utjecajem Veritaseruma, priznao je sve.
Harry prvi put upoznaje pravog Moodyja u 5. knjizi prije početka školske godine. Mooddy se tu pridružio Redu feniksa i glavni su mu pratioci Nymphadora Tonks i Remus Lupin, pogotovo u zaštiti Harryja. 
U filmu je Moodyjev nos čitav, a u knjizi mu je vrh otkinuo Evan Rosier. U filmu Rosiera krivi za gubitak nosa. 
U 7. knjizi, Harry Potter i Darovi smrti, Moody završava tragično. Na putu od Kalininog prilaza do Harryjevog skrovišta, dok je letio na metli s Mundungusom Fletcherom, pogađa ga kletva koju je ispalio jedan od smrtonoša. Tijelo su uzeli smrtonoše i njegovo oko je na kraju završilo u vratima ureda Dolores Umbridge. Harry joj ga je ukrao i pokopao ga, znajući da bi i on sam radije htio ovakav pokop.